# Espigas (Buenos Aires)
Espigas es una localidad argentina del partido de Olavarría, localizado en el interior de la provincia de Buenos Aires.
Está situada a 81 km. de la ciudad de Olavarría y a 55 km de San Carlos de Bolívar. Se accede mediante un camino rural que se desprende de la Ruta Nacional 226.

## Población
Cuenta con 492 habitantes (Indec, 2010), lo que representa un descenso del 6% frente a los 523 habitantes (Indec, 2001) del censo anterior.
| Gráfica de evolución demográfica de Espigas entre 1991 y 2010 |
|                                                               |
| Fuente: Censos nacionales del INDEC                           |

## Datos
Espigas fue fundada el 10 de octubre de 1910.
Se encuentran las siguientes escuelas: escuela primaria N.º 30 Juan Catriel, jardín de infantes N.º 909 Rosa F. de Inçaurgarat, escuela secundaria N.° 15 y C.E.P.T. N.° 8.

## Parroquias de la Iglesia católica en Espigas
| Diócesis  | Azul                    |
| --------- | ----------------------- |
| Parroquia | Santo Domingo de Guzmán |